# Kulturhuset (Стокгольм)
Центр «Kulturhuset» (швед. Kulturhuset, Stockholm) — арт-центр в шведском городе Стокгольм, открывшийся в 1974 году; расположен в собственном здании в центральной части города — на южной стороне площади Сергельсторг; включает в себя рестораны, выставочные залы, конференц-залы, кинотеатр, библиотеку и театр; театральные постановки были начаты 1 июля 2013 года, в рамках создания театра «Kulturhuset Stadsteatern», принадлежащего муниципальной компании «Stockholm Stadsteater AB».

## История и описание
Решение о строительстве культурного центра в центральной части Стокгольма было основано на концепции «обновления городской среды», которая была принята в рамках изменения законодательства в 1950-х и 1960-х годах. Идея заключалась в том, что культурный центр сможет «противодействовать» растущей тенденции к коммерциализации центральных частей городов. В итоге, в 1965 году власти города объявило архитектурный конкурс, в котором победил проект архитектора Питера Элофа Целсинга (1920—1974).
Первоначально Музей современного искусства Стокгольма был частью проекта: его представители вошли в состав рабочей группы, которая рассматривала возможность использования здания под эгидой музея. Идея состояла в том, чтобы создать новый тип учреждения — с расширенной культурной концепцией, в рамках которой само новое здание позволило бы музею получить новые возможности для развития. Но еще до открытия первой очереди центра администрация музея приняла решение не участвовать в инициативе.
Проект Целсинга являлся невысотным протяжённым зданием с масштабным стеклянным фасадом, на площадях которого можно было бы проводить различные культурные мероприятия. Здание также завершало улицу Свеавеген на юге — благодаря о строительству идеи о расширении (продлении) улицы до площади Густава Адольфа, ранее активно обсуждавшиеся, были окончательно отброшены. Предложенные Целсингом архитектурные решения были в значительной степени реализованы. Так комплекс «Дома культуры» состоит из двух основных частей: театрального здания простой квадратной формы (сегодня его занимает Стокгольмский городской театр) и «удлиненного» выставочного здания, протянувшегося по направлению к площади Сергеля (которое собственно и является «Культурхусетом»).
Первая очередь здания была открыта в 1971 году — для временного помещения риксдага (nya riksdagshuset). Данную часть Дома культуры называли новой Парламентской палатой — пока деятельность парламента проходила в нём (фактическая Парламентская палата часто называлась «старой Парламентской палатой» в то время). В тот же период был закончен и читальный зал на первом этаже, ставший популярным у горожан: раздел для взрослых содержал большое количество международных журналов, а «детский уголок» имел специальные углубления на полу («лунки для чтения»). Вскоре на входном этаже была открыта игровая площадка. Весь комплекс был окончательно введен в эксплуатацию к 1974 году.
Строительство дома культуры и перенос в него парламента позволил решить застаревшую проблему со старым парламентским зданием — давно планировавшуюся перестройку и реконструкцию здания парламента удалось провести за счёт временного размещения депутатов в Культурхусете. Кроме того, новое здание отеля «Sergel Plaza», расположенное за домом культуры, стало местом размещения дополнительных парламентских помещений — они остановились там до 1983 года. Зал пленарных заседаний был размещен в нынешнем помещении Стокгольмского театра. Уже после того, как риксдаг переехал, данная часть здания ещё в течение нескольких лет использовалась Стокгольмской конференцией по мерам укрепления доверия и безопасности и разоружению в Европе (см. «мадридский мандат»).
Сразу после постройки здание подверглось критике за неадекватные «вертикальные средства связи», поскольку только одна массивная винтовая лестница (и несколько лифтов) соединяла все пролеты в выставочном корпусе. В контексте перестройки, проходившей в 1998 году, данный недостаток попытались исправить, установив в здании эскалаторы — изменение значительно улучшило организацию потоков внутри дома, но было подвергнуто критике с архитектурной и исторической точек зрения. В марте 2017 года на общественные слушания были представлены планы полной реконструкции корпуса «Kulturhuset Stadsteatern» — первого капитального ремонта в истории здания. Предполагалось, что ремонт начнется зимой 2019 года, а его бюджет составит около 1 миллиарда шведских крон; новое открытие было запланировано на 2020 год.
1 июля 2013 года была проведена масштабная реорганизация театральной части здания: театр, являвшийся частью управления по культуре города Стокгольм был включен в состав компании «Stockholm Stadsteater AB» — под новым названием Kulturhuset Stadsteatern. С момента открытия и до сегодняшнего дня галерейная часть здания проводит выставки самой разнообразной тематики: от исторических до произведений современного искусства. Так в 2016 году в галерее прошла экспозиция работ современного шведского фотографа Надин Хультман Карлсон «Ways Of Moving Forward».